# Strada statale 53 (Polonia)
La strada statale 53 (sigla DK 53, in polacco droga krajowa 53) è una strada statale polacca che attraversa il Paese da Olsztyn a Ostrołęka.